# 미부정
미부정(일본어: 壬生町)은 일본 도치기현 중남부에 있는 시모쓰가군의 정이다.
미부번의 조카마치(성시)이자 닛코 서가도의 여인숙마을로 알려졌다.
일찍이 장난감 공장을 유치해 공업단지를 개발했고, "오모차노마치"라고 하는 독특한 지명이 존재한다. 정의 중앙을 흐르는 구로가와 강가에는 차우스야마 고분이나 구루마즈카 고분 등 다수의 고분이 존재한다.
2005년 1월 1일에 나스군 니시나스노정이 소멸하고 나서는 현내에서 가장 인구가 많은 정이 되었다.

## 지리
정의 서쪽을 오모이가와강이 흐르고 동쪽을 스가타가와강이 흐르고 있다. 또 구로가와강이 정의 남단에서 오모이가와강과 합류하고 있다.

## 역사
6세기경에 차우스야마 고분, 7세기경에 구루마즈카 고분이 만들어졌다. 현재의 하뉴우다 부근에 차우스산 고분, 도화원 고분 등 복수의 고분이 만들어진다. 794년에 시모쓰케국 쓰가군 미부정에서 엔닌이 태어났다. 1602년에 미부번이 성립되었고 1792년에 미부성이 세워졌다.
- 1871년 7월 - 폐번치현으로 미부번은 폐번되었고 미부번은 미부현이 되었다.
- 1871년 11월 - 미부현이 도치기현에 편입해 미부정이 되었다.
- 1889년 4월 1일 - 정촌제 시행으로 미부정, 이나바촌, 미나미이누카이촌이 성립하였다.
- 1954년 11월 3일 - 미부정과 이나바촌이 합병해 새로운 미부정이 되었다.
- 1955년 7월 28일 - 미부정이 미나미이누카이촌을 편입해 현재의 형태가 되었다.

## 인구
| 연도 | 인구   | ±%     |
| ---- | ------ | ------ |
| 1920 | 17,785 | —      |
| 1930 | 18,999 | +6.8%  |
| 1940 | 20,189 | +6.3%  |
| 1950 | 26,029 | +28.9% |
| 1960 | 24,007 | −7.8%  |
| 1970 | 25,485 | +6.2%  |
| 1980 | 35,037 | +37.5% |
| 1990 | 39,588 | +13.0% |
| 2000 | 39,853 | +0.7%  |
| 2010 | 39,617 | −0.6%  |

## 교통

### 철도
- 도부 우쓰노미야선

### 도로
- 기타칸토 자동차도
- 국도 121호선
- 국도 352호선(일본어판)